# Kapellbergen
Kapellbergen är kullar i Åland (Finland). De ligger i den södra delen av landskapet, 4 km sydost om huvudstaden Mariehamn. Kapellbergen ligger på ön Fasta Åland.